# 变态器官
变态器官是有些植物的某些器官因為适应不同的环境，行使特殊的生理功能，其形态结构发生了变异。花可视为节间缩短并具繁殖能力的茎的变态，而其节结构也可看作是叶的高度变态。

## 变态茎
马铃薯的块茎，洋葱的鳞茎，唐菖蒲的球茎均具有贮藏功能。

## 变态根
普通的根一般是植物的地下部分，能够吸收水分和无机盐，并起到固定的作用。变态的根则主要分为贮藏根、气生根和寄生根三大类。气生根等变态根还具有合成、贮藏、呼吸等功能。

## 变态叶
植物的叶可进行光合作用，为整株植物提供有机营养。变态的叶主要有鳞叶、叶卷须、叶刺、捕虫叶等。